# Gherla
Gherla (węg. Szamosújvár, orm. Հայաքաղաք, niem. Neuschloss lub Armenierstadt) – miasto w Rumunii, w okręgu Kluż, w Siedmiogrodzie. Liczy 27 tys. mieszkańców (2006). W roku 1700 Ormianie siedmiogrodzcy otrzymali zgodę cesarza Leopolda na budowę własnego miasta - Armenopolis. 